# أبالوتاميد

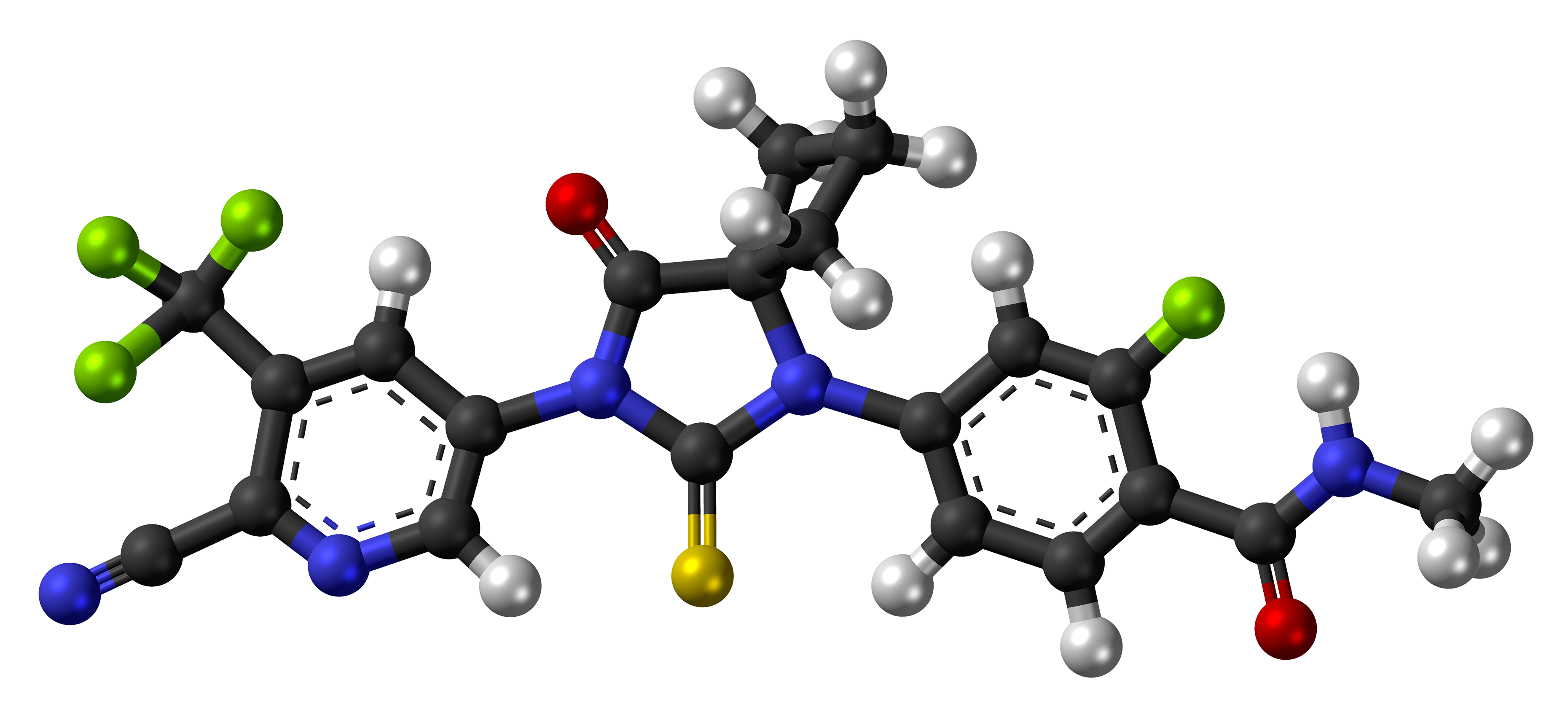

أبالوتاميد (Apalutamide)، الذي يباع تحت الإسم التجاري إيرليادا(Erleada) من بين أسماء أخرى، هو دواء يستخدم لعلاج سرطان البروستاتا.  تحديدا لسرطان البروستاتا النقيلي الحساس للإخصاء و سرطان البروستاتا غير النقيلي المقاوم للإخصاء (NM-CRPC).  و يؤخذ عن طريق الفم. 
تشمل الآثار الجانبية الشائعة له ما يلي: التعب و آلام المفاصل و الطفح الجلدي والسقوط وارتفاع ضغط الدم والهبات الساخنة والاسهال وكسور العظام أيضا.  قد تشمل الآثار الجانبية الأخرى على السكتة الدماغية و النوبات المرضية كذلك.  أما استخدامه من قبل الذكور الذين تكون شركاؤهم حوامل فقد يؤدي إلى الإضرار بالجنين.  و هو مضاد الأندروجين غير الستيرويدي (NSAA) و يعمل عن طريق منع الأندروجينات بما في ذلك هرمون التستوستيرون.   بمعنى آخر، و بما أن سرطان البروستاتا يحتاج إلى الأندروجينات للنمو، فإن حجبها يؤدي إلى إبطاء ذلك. 
تم وصف لأول مرة دواء أبالوتاميد في عام 2007.  تم تمت الموافقة على استخدامه طبيًا في الولايات المتحدة في عام 2018 و أوروبا على التوالي في 2019.   في المملكة المتحدة، تكلف 4 أسابيع هيئة الخدمات الصحية الوطنية حوالي 2700 جنيه إسترليني اعتبارًا من عام 2021.  و تكلف هذه الكمية في الولايات المتحدة حوالي 12500 دولار أمريكي. 